# Leedsichthys
Leedsichthys – rodzaj ryby kostnoszkieletowej z rodziny Pachycormidae żyjącej w środkowej i późnej jurze na obecnych terenach Europy. Nazwa Leedsichthys oznacza „ryba Leedsa” i honoruje Alfreda Nicholsona Leedsa, który odkrył skamieniałości tej ryby w 1886 roku niedaleko Peterborough w Anglii. Nazwa gatunkowa gatunku typowego, problematicus, odnosi się do kłopotów, jakie sprawiły rozpoznanie i interpretacja odnalezionych przez Leedsa fragmentarycznych skamieniałości.

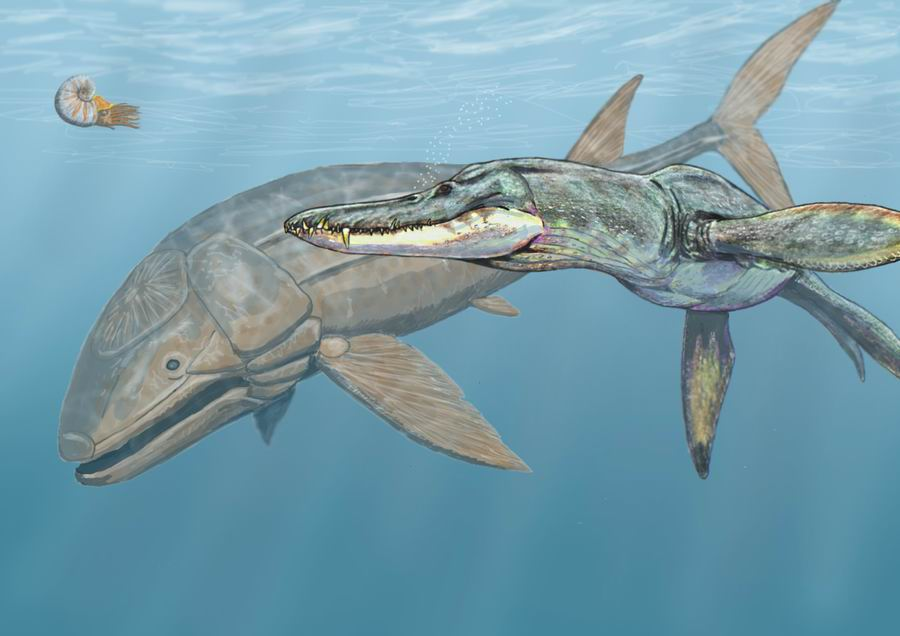
Leedsichthys i Liopleurodon. W lewym górnym rogu amonit.

Szczątki Leedsichthys odkryto w kelowejskich osadach w Anglii, północnych Niemczech i Francji, oksfordzkich w Chile oraz kimerydzkich we Francji. Odnaleziono pozostałości ponad siedemdziesięciu osobników, jednak były one przeważnie niekompletne. Utrudniało to oszacowanie całkowitej długości zwierzęcia. Arthur Smith Woodward, który opisał Leedsichthys w 1889, porównując skamieniałości ze szczątkami Hypsocormus, innego członka Pachycormidae, ocenił ją na około 9 m. W 1986 roku David Martill porównał kości Leedsichthys oraz innego przedstawiciela rodziny, którego wcześniej odkrył, jednak nietypowe proporcje nie dawały określonych rezultatów. Długość Leedsichthys szacowano maksymalnie na 27,6 m, jednak nowsze badania, opierające się na dokumentacji starszych odkryć oraz wydobycie najbardziej kompletnego okazu w pobliżu Star Pit w Peterborough wspierają koncepcję Woodwarda (9–10 m). Badania pierścieni przyrostowych dowiodły, że osiągnięcie takich rozmiarów trwało 21–25 lat. Niekompletne szczątki sugerują, że największe osobniki mogły przypuszczalnie osiągać około 16 m długości. Mierząc prawdopodobnie 9 m długości Leedsichthys jest największym znanym przedstawicielem Pachycormidae – kladu dużych planktonożernych ryb promieniopłetwych żyjących od środkowej jury do późnej kredy.